# Đờm
Đờm là chất tiết của đường hô hấp gồm có chất nhầy, hồng cầu, bạch cầu mủ... được tống ra khỏi cơ thể từ đường hô hấp dưới (khí quản và phế quản).
Trong y học, các mẫu đờm thường được sử dụng để kiểm tra bằng mắt thường, điều tra vi sinh học về nhiễm trùng đường hô hấp và điều tra tế bào học của hệ hô hấp. Điều quan trọng là bệnh nhân không được cung cấp một mẫu vật bao gồm bất kỳ vật liệu nhầy nào từ bên trong mũi. Kiểm tra bằng mắt thường của đờm có thể được thực hiện tại nhà bởi một bệnh nhân để lưu ý các màu sắc khác nhau (xem bên dưới). Bất kỳ gợi ý nào về màu vàng cho thấy nhiễm trùng đường thở (nhưng không chỉ ra loại sinh vật gây ra nó). Gợi ý màu sắc như vậy được phát hiện tốt nhất khi nhìn thấy đờm trên nền rất trắng như giấy trắng, chậu trắng hoặc bề mặt bồn rửa trắng. Màu vàng càng rõ thì càng có khả năng bị nhiễm vi khuẩn (viêm phế quản, hoặc viêm phổi).

## Các loại đàm
- Đàm thanh dịch
- Đàm nhầy
- Đàm mủ
- Đàm máu
- Đàm bã đậu

## Khạc đờm
Khạc đờm là dùng hơi từ mũi, đẩy mạnh đờm xuống cổ họng. Sau đó, lại dùng hơi đẩy mạnh đờm ra miệng.
Ở các nước phát triển, việc khạc đờm nơi công cộng được xem là bị cấm. Đã có những điều luật cho việc này, để đảm bảo vệ sinh nơi công cộng.